# American Music Award para Colaboração do Ano
O American Music Award para Colaboração do Ano (do original em inglês, American Music Award for Collaboration of the Year) é uma das atuais categorias do American Music Award, premiação estabelecida em 1974 para reconhecer destaques do mercado fonográfico estadunidense. Esta categoria foi iniciada na edição de 2015, sendo destinada a reconhecer as melhores colaborações musicais entre artistas da música contemporânea lançadas no ano anterior à premiação.
A dupla estadunidense de DJs Jack Ü foi o primeiro vencedor da categoria por sua colaboração com o cantor canadense Justin Bieber na canção "Where Are Ü Now". O próprio Bieber é o artista mais recorrente na categoria com um total de 5 indicações e 3 prêmios por suas colaborações com diversos artistas desde então. A cantora estadunidense Camila Cabello também possui a marca de 3 indicações ao prêmio, mais do que qualquer outro artista na categoria.

## Vencedores e indicados
| Ano  | Vencedor(s)    | Obra                      | Indicados | Ref.  |
| ---- | -------------- | ------------------------- | --- | ----- |

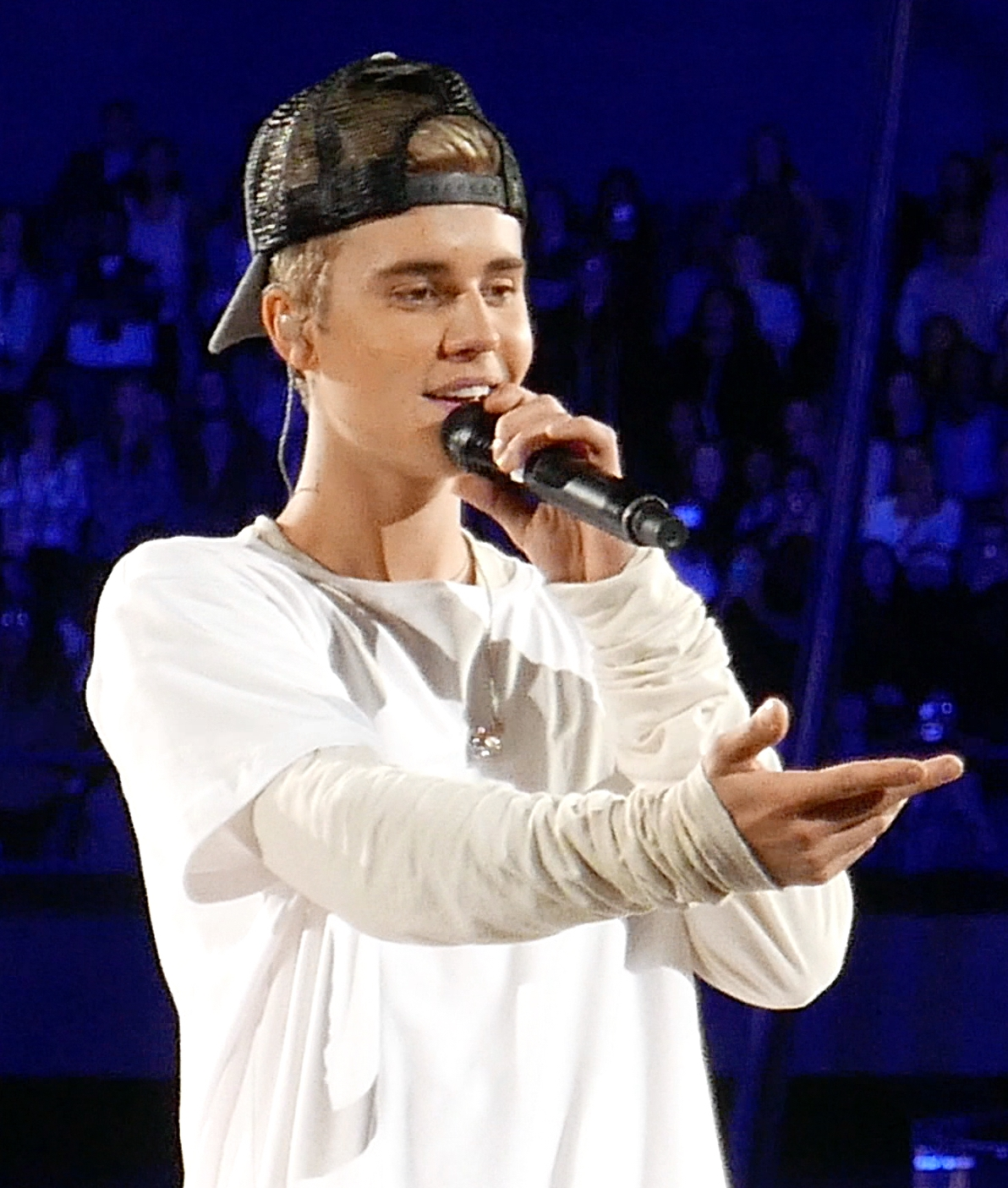
Justin Bieber foi o primeiro vencedor da categoria em 2015 por sua parceria com Jack Ü em "Where Are Ü Now". Bieber foi vencedor novamente em 2017 e 2020.

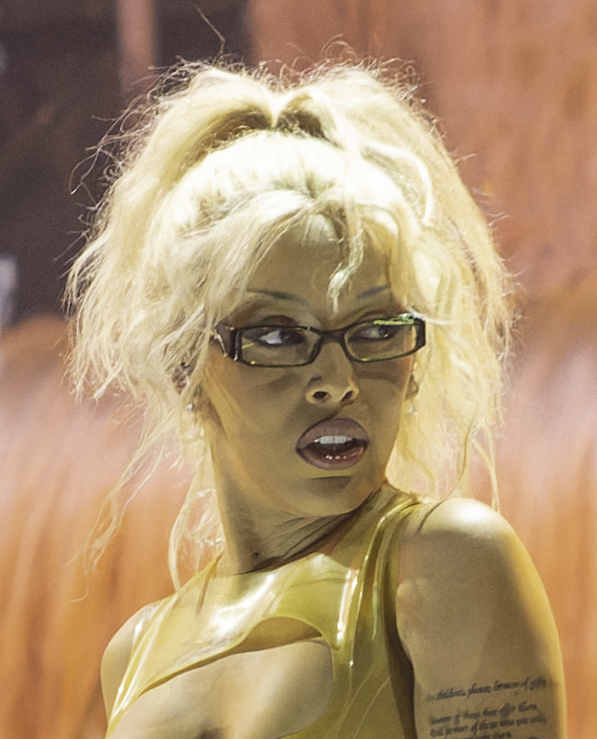
Doja Cat, vencedora em 2021 por parceria com SZA em "Kiss Me More".

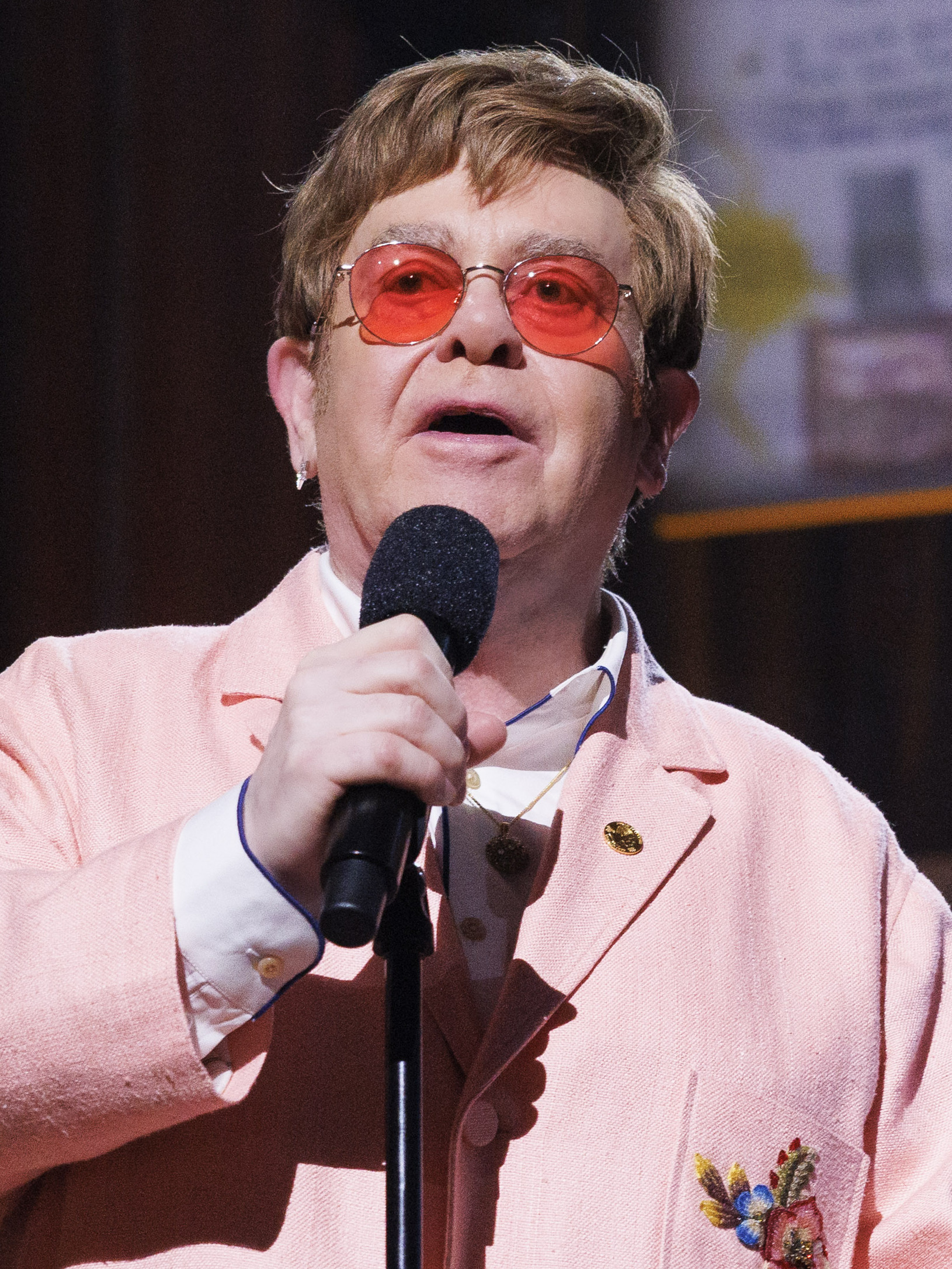
Elton John, vencedor em 2022 por seu dueto com Dua Lipa em "Cold Heart (Pnau Remix)".

| 2015 | Jack Ü         | "Where Are Ü Now"         | - Wiz Khalifa e Charlie Puth — "See You Again" - Rihanna, Kanye West e Paul McCartney — "FourFiveSeconds" - Mark Ronson e Bruno Mars — "Uptown Funk" - Taylor Swift e Kendrick Lamar — "Bad Blood" | [ 1 ] |
| 2015 | Justin Bieber  | "Where Are Ü Now"         | - Wiz Khalifa e Charlie Puth — "See You Again" - Rihanna, Kanye West e Paul McCartney — "FourFiveSeconds" - Mark Ronson e Bruno Mars — "Uptown Funk" - Taylor Swift e Kendrick Lamar — "Bad Blood" | [ 1 ] |
| 2016 | Fifth Harmony  | "Work from Home"          | - The Chainsmokers e Daya — "Don't Let Me Down" - Drake e Wizkid and Kyla — "One Dance" - Rihanna e Drake — "Work" - Meghan Trainor e John Legend — "Like I'm Gonna Lose You"                      | [ 2 ] |
| 2016 | Ty Dolla $ign  | "Work from Home"          | - The Chainsmokers e Daya — "Don't Let Me Down" - Drake e Wizkid and Kyla — "One Dance" - Rihanna e Drake — "Work" - Meghan Trainor e John Legend — "Like I'm Gonna Lose You"                      | [ 2 ] |
| 2017 | Luis Fonsi     | "Despacito"               | - The Chainsmokers e Halsey — "Closer" - DJ Khaled — "I'm the One" - Maroon 5 e Kendrick Lamar — "Don't Wanna Know" - The Weeknd e Daft Punk — "Starboy"                                           | [ 3 ] |
| 2017 | Daddy Yankee   | "Despacito"               | - The Chainsmokers e Halsey — "Closer" - DJ Khaled — "I'm the One" - Maroon 5 e Kendrick Lamar — "Don't Wanna Know" - The Weeknd e Daft Punk — "Starboy"                                           | [ 3 ] |
| 2018 | Camila Cabello | "Havana"                  | - Bebe Rexha e Florida Georgia Line — "Meant to Be" - Bruno Mars e Cardi B — "Finesse" - Post Malone e 21 Savage — "Rockstar" - Zedd, Maren Morris e Grey — "The Middle"                           | [ 4 ] |
| 2018 | Young Thug     | "Havana"                  | - Bebe Rexha e Florida Georgia Line — "Meant to Be" - Bruno Mars e Cardi B — "Finesse" - Post Malone e 21 Savage — "Rockstar" - Zedd, Maren Morris e Grey — "The Middle"                           | [ 4 ] |
| 2019 | Shawn Mendes   | "Señorita"                | - Lady Gaga e Bradley Cooper — "Shallow" - Lil Nas X e Billy Ray Cyrus — "Old Town Road" - Marshmello e Bastille — "Happier" - Post Malone e Swae Lee — "Sunflower"                                | [ 5 ] |
| 2019 | Camila Cabello | "Señorita"                | - Lady Gaga e Bradley Cooper — "Shallow" - Lil Nas X e Billy Ray Cyrus — "Old Town Road" - Marshmello e Bastille — "Happier" - Post Malone e Swae Lee — "Sunflower"                                | [ 5 ] |
| 2020 | Dan + Shay     | "10,000 Hours"            | - Cardi B e Megan Thee Stallion — "WAP" - DaBaby e Roddy Ricch — "Rockstar" - Lady Gaga e Ariana Grande — "Rain on Me" - Megan Thee Stallion e Beyoncé — "Savage (Remix)"                          | [ 6 ] |
| 2020 | Justin Bieber  | "10,000 Hours"            | - Cardi B e Megan Thee Stallion — "WAP" - DaBaby e Roddy Ricch — "Rockstar" - Lady Gaga e Ariana Grande — "Rain on Me" - Megan Thee Stallion e Beyoncé — "Savage (Remix)"                          | [ 6 ] |
| 2021 | Doja Cat       | "Kiss Me More"            | - 24kGoldn e Iann Dior — "Mood" - Bad Bunny e Jhay Cortez — "Dakiti" - Chris Brown e Young Thug — "Go Crazy" - Justin Bieber, Daniel Caesar e Giveon — "Peaches"                                   | [ 7 ] |
| 2021 | SZA            | "Kiss Me More"            | - 24kGoldn e Iann Dior — "Mood" - Bad Bunny e Jhay Cortez — "Dakiti" - Chris Brown e Young Thug — "Go Crazy" - Justin Bieber, Daniel Caesar e Giveon — "Peaches"                                   | [ 7 ] |
| 2022 | Elton John     | "Cold Heart (Pnau Remix)" | - Future, Drake e Tems — "Wait For U" - Elenco de Encanto — "We Don't Talk About Bruno" - The Kid Laroi e Justin Bieber — "Stay" - Lil Nas X e Jack Harlow — "Industry Baby"                       |       |
| 2022 | Dua Lipa       | "Cold Heart (Pnau Remix)" | - Future, Drake e Tems — "Wait For U" - Elenco de Encanto — "We Don't Talk About Bruno" - The Kid Laroi e Justin Bieber — "Stay" - Lil Nas X e Jack Harlow — "Industry Baby"                       |       |